# شريح (كحلان الشرف)

تعديل مصدري - تعديل

شريح هي إحدى قرى عزلة نوسان بمديرية كحلان الشرف التابعة لمحافظة حجة، بلغ تعداد سكانها 756 نسمة حسب تعداد اليمن لعام 2004.